# Виламитьяна, Франсуа
Франсуа Антуан Виламитьяна (фр. François Antoine Vilamitjana; 3 августа 1846 года, По, Аквитания — 14 июня 1928 года, Париж) — французский яхтсмен, серебряный и бронзовый призёр летних Олимпийских игр 1900 года.
На Олимпиаде принял участие в двух гонках среди лодок водоизмещением от 1 до 2 тонн в парусном спорте на собственной лодке Marthe. Вместе с экипажем из Огюста Альбера, Альбера Дюваля и Шарля Гюго, будучи рулевым, он пришёл в первой гонке вторым и во второй третьим, выиграв серебряную и бронзовую медали.